# فرودگاه پرت مانتین
 فرودگاه پرت مانتین (به انگلیسی: Parrett Mountain Airport) یک فرودگاه خصوصی است که یک باند فرود چمن دارد و طول باند آن ۳۰۴ متر است. این فرودگاه در کشور ایالات متحده آمریکا قرار دارد و در ارتفاع ۲۴۰ متری از سطح دریا واقع شده است.